# Esperidião Rodrigues
Esperidião Rodrigues da Silva (, 16 de junho de 1858 – , 3 de julho de 1943) foi um político brasileiro, e líder da emancipação política de Arapiraca.
Era neto materno do português Amaro da Silva Valente de Macedo e de Izabel Pereira da Rocha Pires.

## Vida
Em janeiro de 1859, seu pai resolveu transferir-se para o povoado de Arapiraca, onde lá já residia seu cunhado Manoel André Correia dos Santos. Chegando em Arapiraca, fixou sua residência na parte denominada de “Cacimbas”. Nesta época Esperidião tinha seis meses de vida. Em 1875 casou-se com 17 anos de idade com sua prima, Joana Belarmina de Macedo, casamento acertado por seus pais, como era de costume da época.  Desta união nasceram-lhe sete filhos. Esperidião tinha em seus planos montar uma casa de comércio. Sempre que levava cargas de algodão para serem vendidas em Penedo, voltava com tecidos e outras mercadorias para montar sua loja. Estas idas e vindas de pessoas, a fim de comerciar, ficou conhecida como “A Rota do São Francisco”.
Esperidião, nessas suas viagens, viu a necessidade da proteção aos viajantes pelas estradas desertas. Então sugeriu a criação de uma guarda policial. Sua ideia foi aceita. E esta guarda ficou sob o comando de João Magalhães, que impôs respeito e ordem. Em 1880, Esperidião tornou-se o primeiro comerciante do povoado de Arapiraca e, em 1848, Esperidião criou a feira de Arapiraca, a fim de facilitar a vida dos moradores do povoado.
Em 1892, Esperidião foi eleito presidente do conselho da vila de Limoeiro. Neste mesmo ano conseguiu do governo a criação de uma escola para o povoado como também a criação do cartório do registro civil, para casamentos, nascimentos e óbitos, e também uma agência dos correios. Em 189 casou-se pela segunda vez com Balbina Farias de Melo. Desta união nasceram-lhe outros nove filhos.
Em 1908, Esperidião fundou no povoado de Arapiraca uma sociedade musical denominada “União Arapiraquense”, cujos instrumentos musicais foram adquiridos em Paris. Em 1915, o governador Clodoaldo da Fonseca nomeou Esperidião como intendente da vila de Limoeiro de Anadia, até 1918. No fim de 1918, Esperidião vendeu suas propriedades e foi morar com sua família no povoado da Igreja Nova. Mas, depois de estabelecido no comércio, e com problemas de saúde, resolveu mudar-se para Lagoa Comprida, povoado que fica as margens do rio São Francisco.
Em abril de 1924, chegou à Lagoa Comprida seu sobrinho, Domingos Lúcio da Silva, com uma missiva, a qual pedia a presença de Esperidião para liderar os rumos da emancipação do povoado de Arapiraca da vila de Limoeiro de Anadia. Em 1925, Esperidião foi eleito prefeito de Arapiraca pela primeira vez, tendo como vice José Zeferino de Magalhães. Em 1930, Esperidião é eleito pela segunda vez prefeito de Arapiraca, tendo como vice Antônio Romualdo. Governaram até 1932, quando rebentou a Revolução de 1932. Daí por diante os prefeitos eram nomeados pelos interventores que recebiam uma lista contendo cinco nomes, dentre os quais eram escolhidos o prefeito com seu respectivo vice. 
Em 1936, Esperidião casou-se pela terceira vez, com Maria Rodrigues.